# Hyobanche rubra
Hyobanche rubra är en snyltrotsväxtart som beskrevs av Nicholas Edward Brown. Hyobanche rubra ingår i släktet Hyobanche och familjen snyltrotsväxter. Inga underarter finns listade i Catalogue of Life.